# Грот (Царское Село)
Павильон «Грот» (Утренний зал, Зала антиков) — памятник архитектуры. Расположен в Пушкине, в Екатерининском парке, на берегу Большого пруда.
Каждый регулярный парковый ансамбль XVIII века обязан был иметь павильоны Эрмитаж, Грот и искусственные руины. Грот Царского Села спроектировал и начал строить в 1755—1756 годах Б. Ф. Растрелли. Проект был одобрен в августе 1749 года, но постройка и отделка растянулась до 1782 года. В 1771 году А. Ринальди переработал проект внутренней отделки (изначально планировалось отделать стены туфом и раковинами, на что должно было пойти 210 тысяч крупных морских раковин и 17½ пудов мелких; неизвестно, был ли реализован такой вариант до смены проекта; декор стен по рисункам Ринальди сохранился до сих пор), по мере постройки павильон сменил название.
В павильоне установлены фигурные железные решётки с позолоченным орнаментом из листовой меди, внутри после постройки поместили коллекцию скульптур, статуй и ваз, сделанных из цветного камня (позднее она вошла в коллекцию Эрмитажа). Украшения круглых окон были сделаны из дерева, оригинальные детали хранятся в фондах музея-заповедника «Царское Село».
У Грота три помещения: центральный зал и два, симметрично примыкающих к нему. Здание выполнено в стиле барокко, для которого характерно скругление углов, ниши под статуи, образующие выступы на торцевых фасадах полукруглые экседры.
Фасады павильона украшены сгруппированными колоннами, держащими разорванные фронтоны. Над центральным объёмом здания украшенный изображением фонтана купол, который прорезают четыре окна-люкарна. В замках окон расположены маскароны Нептуна, вместо волют сделаны композитные капители с дельфинами, в украшениях использованы фигурки тритонов и головы нереид, что подчёркивает водную тематику павильона.
В 1817 году Василий Стасов составил проект перестройки павильона, он предлагал сделать лоджии и плоский купол, а рядом построить пристань; проект не был реализован.
Грот охраняется как памятник архитектуры федерального значения. Пристань перед ним — также памятник архитектуры, построенный из мрамора по проекту А. Ф. Видова в середине XIX века; её перестраивали в 1830 и 1872 годах, она была практически разрушена во время Великой Отечественной войны и восстановлена в граните в 1971—1972 годах.
На 2023 год павильон используется для проведения временных выставок, в советское время там выставлялись достижения промышленности Ленсовнархоза.

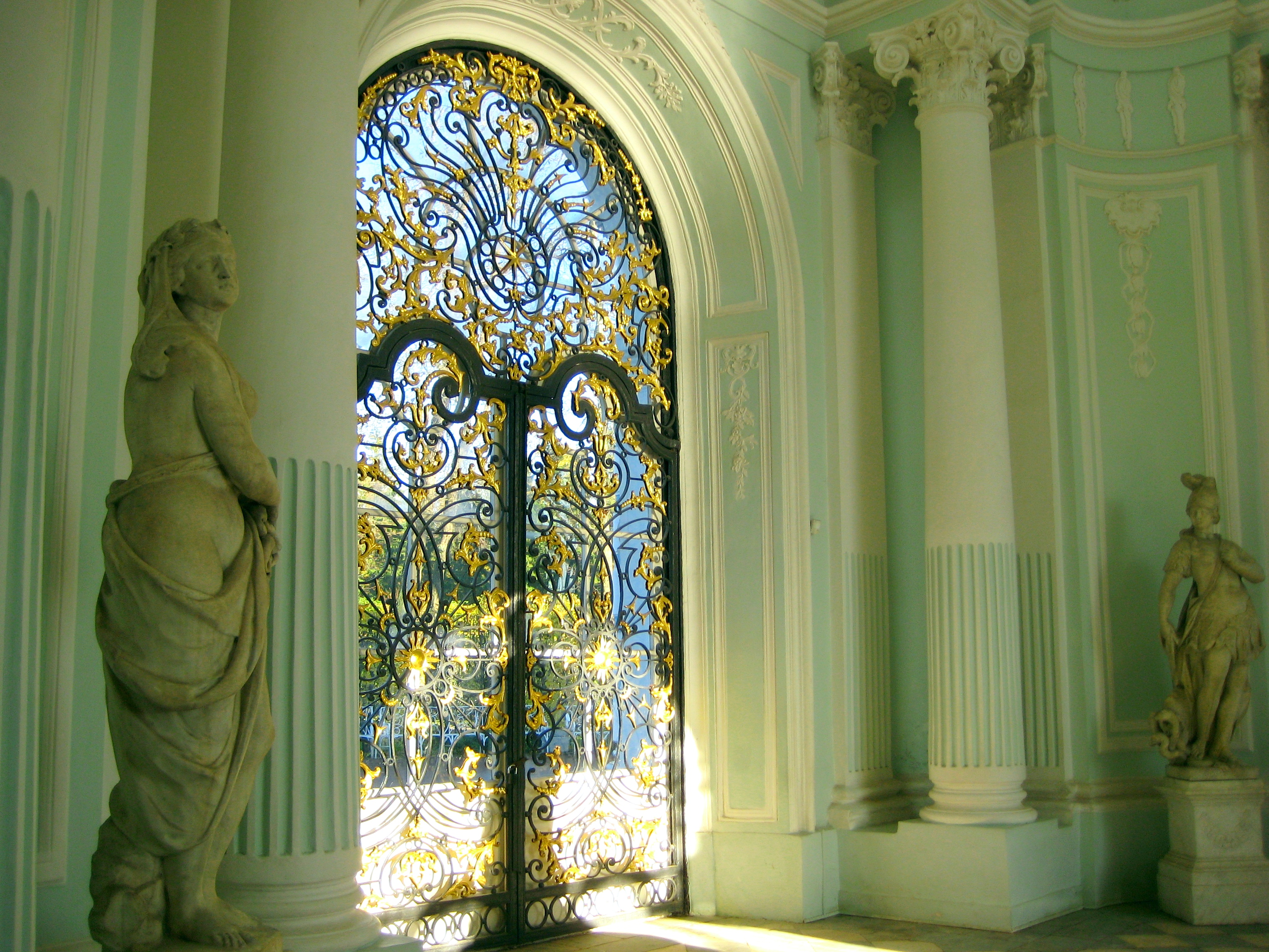
Интерьер. Решётки с золочёным узором
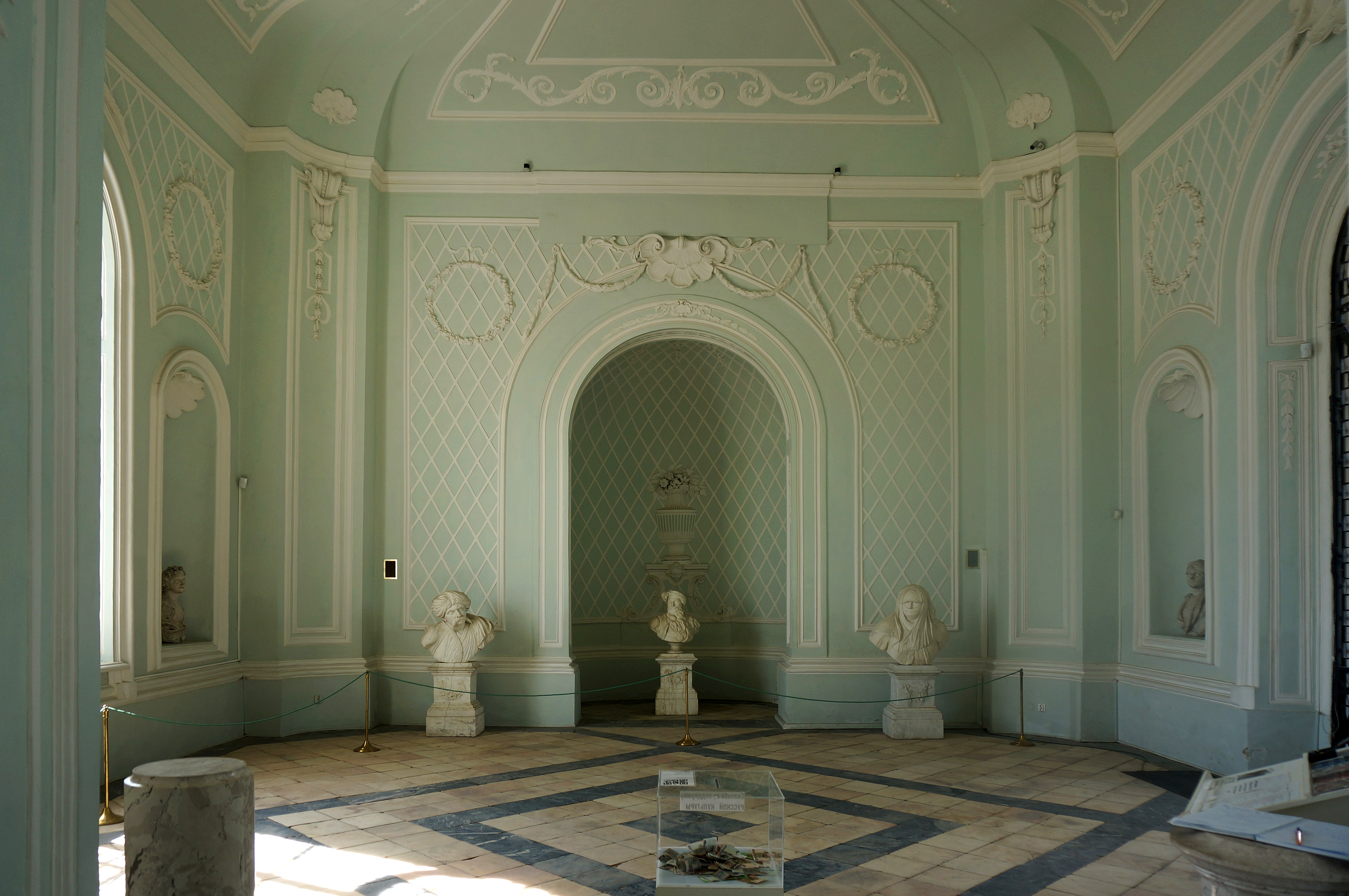
Интерьер. Лепное украшение по рисункам Ринальди
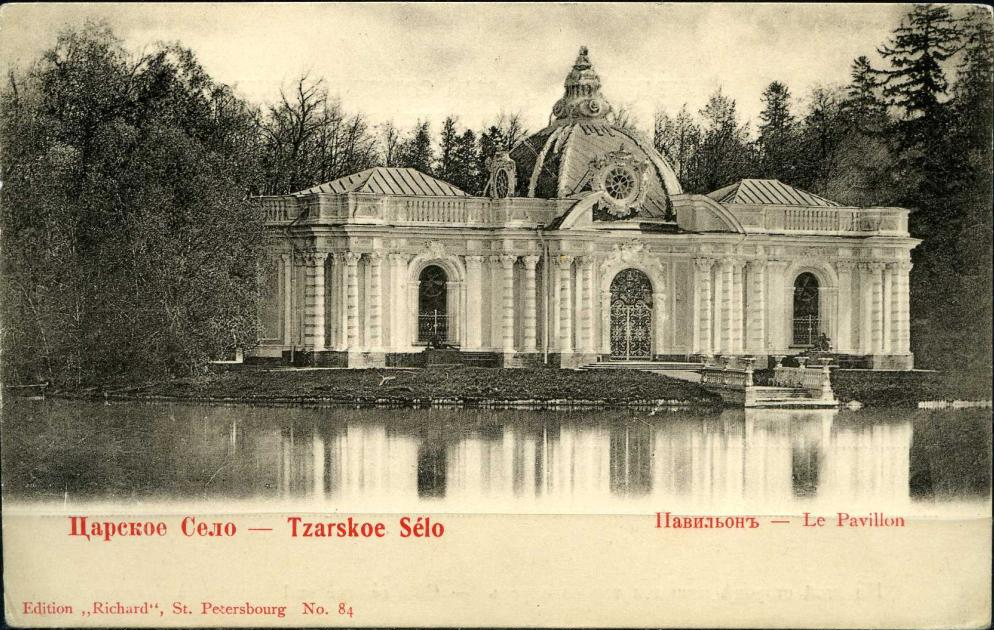
На открытке 1910 года. Видны украшения вокруг люкарн и оригинальная мраморная пристань
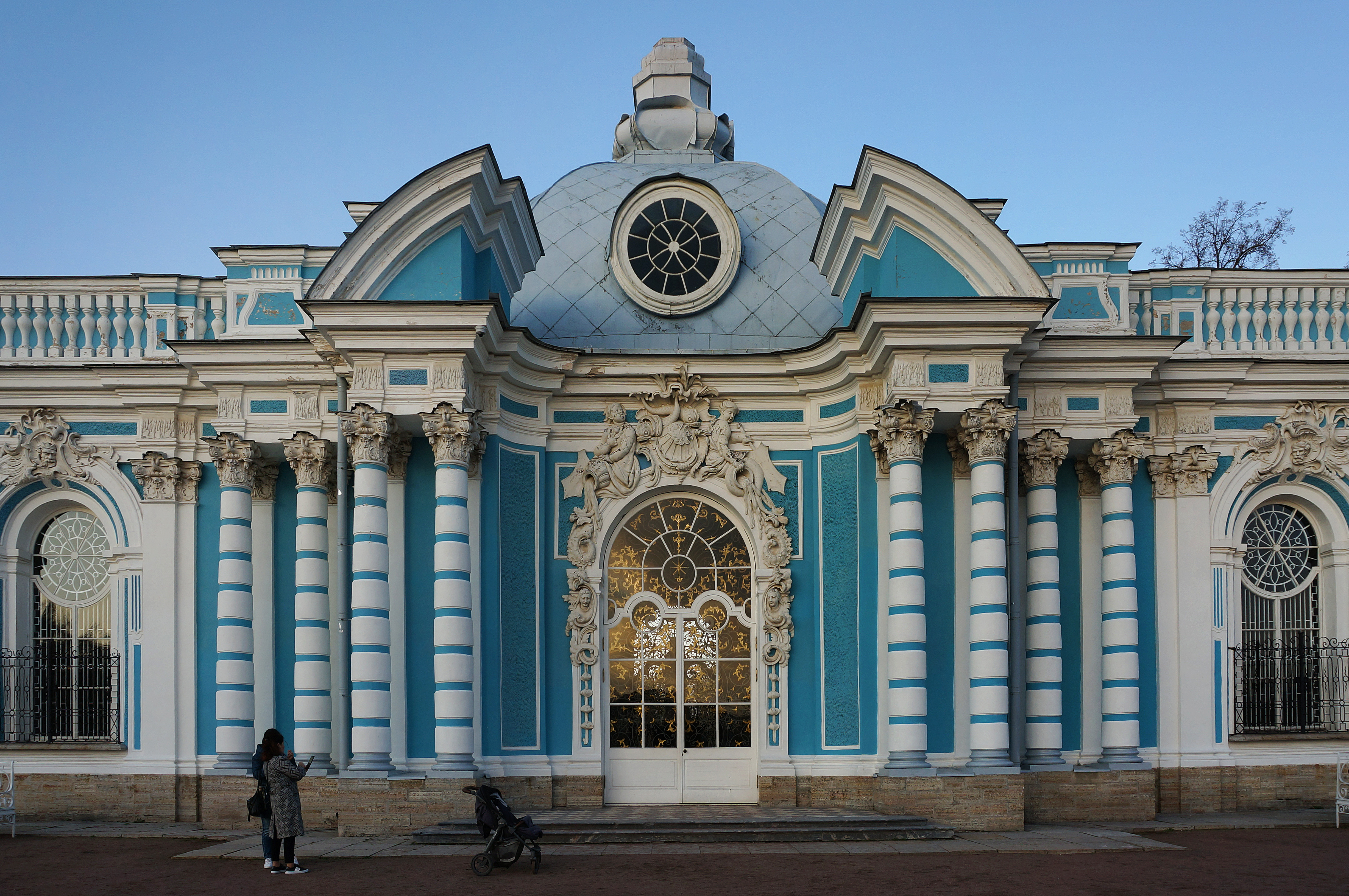
Лепные украшения центральной части
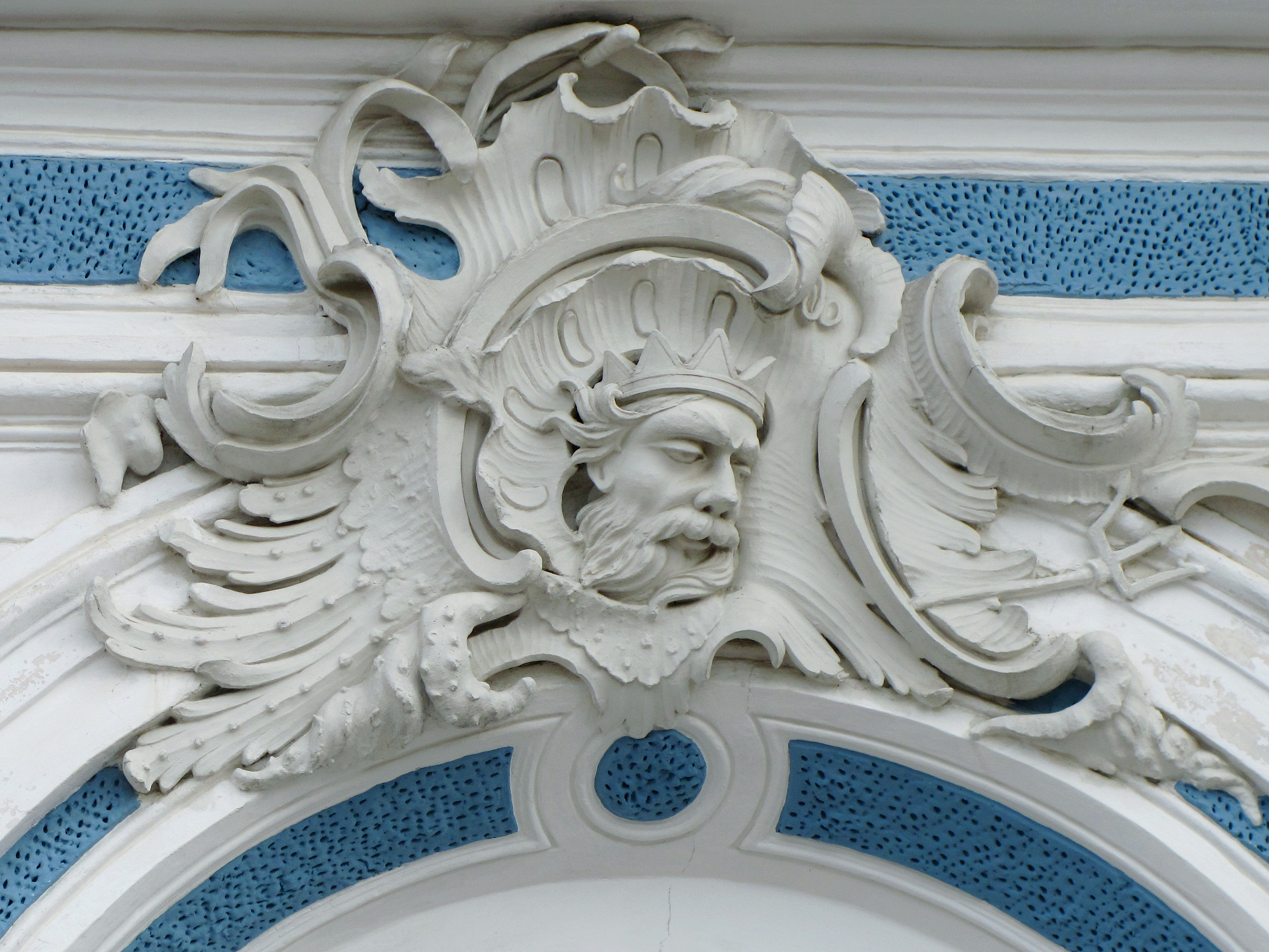
Маска Нептуна